# Conversió (química)
La conversió i els seus conceptes relacionats de rendiment i selectivitat són importants en l'enginyeria de les reaccions químiques. Es defineixen com a ràtios de la quantitat de reactant que ha reaccionat (X — conversió, normalment entre zero i u), quantitat de producte generat (Y — rendiment, normalment també entre zero i u) i la quantitat de producte generat en comparació als subproductes sense interès (S — selectivitat).
La conversió es pot definir per a reactors (semi-) discontinus i continus i com a conversió instantània o global.

## Suposicions
Es fixen les següents suposicions:
- Es desenvolupen les següents reaccions:

{\displaystyle \sum _{i=1}^{n}\nu _{i}A_{i}=\sum _{j=1}^{m}\mu _{j}B_{j}},
on {\displaystyle \nu _{i}} i {\displaystyle \mu _{j}} són els coefficients estequiomètrics. Per a múltiples reaccions en paral·lel, les definicions són vàlides, tant per reacció o per la reacció limitant.
- En les reaccions en discontinu s'assumeix que tots els reactants s'incorporen a l'inici.
- En les reaccions en semi-discontinu s'assumeix que alguns dels reactants s'incorporen a l'inici, la resta s'alimenten durant el procés.
- En les reaccions en continu s'assumeix que tots els reactants s'incorporen i els productes s'evacuen contínuament i en estat estacionari.

## Conversió
La conversió es pot dividir en conversió instantània i global. En els processos en continu les dues són iguals, mentre que en discontinu i semi-discontinu hi ha diferències importants. Per tant, per a múltiples reactants, la conversió es pot definir com a global o per reactant.

### Conversió instantània

#### Semi-discontinu
En aquestes condicions hi ha diferents definicions. Una d'elles descriu la conversió instantània com a la ràtio entre la quantitat convertida instantàniament i la quantitat d'alimentació en aquell instant:
{\displaystyle X_{i,{\text{inst}}}={\frac {{\dot {n}}_{i,{\text{react}}}}{{\dot {n}}_{i,{\text{alim}}}}}}.
Aquesta ràtio pot ser més gran que 1. Quan es talla l'alimentació, el seu valor no està definit.

### Conversió global

#### Discontinu (aquesta és la forma establerta)
{\displaystyle X_{i}={\frac {n_{i}(t=0)-n_{i}(t)}{n_{i}(t=0)}}=1-{\frac {n_{i}(t)}{n_{i}(t=0)}}}

#### Semi-discontinu
Conversió total del procés:
{\displaystyle X_{i}={\frac {n_{i}(t=0)+\int _{0}^{t}{\dot {n}}_{i,{\text{in}}}(\tau )d\tau -n_{i}(t)}{n_{A}(t=0)+\int _{0}^{t_{\text{fi}}}{\dot {n}}_{i,{\text{in}}}(\tau )d\tau }}}
Conversió total dels reactants alimentats:
{\displaystyle X_{i}={\frac {n_{i}(t=0)+\int _{0}^{t}{\dot {n}}_{i,{\text{in}}}(\tau )d\tau -n_{i}(t)}{n_{A}(t=0)+\int _{0}^{t}{\dot {n}}_{i,{\text{in}}}(\tau )d\tau }}}

#### Continu (aquesta és la forma establerta)
{\displaystyle X_{i}={\frac {{\dot {n}}_{i,in}-{\dot {n}}_{i,out}}{{\dot {n}}_{i,in}}}=1-{\frac {n_{i,out}}{n_{i,in}}}}